# Branchinotogluma hessleri
Branchinotogluma hessleri är en ringmaskart som beskrevs av Pettibone 1985. Branchinotogluma hessleri ingår i släktet Branchinotogluma och familjen Polynoidae. Inga underarter finns listade i Catalogue of Life.